# 2lor en moi ?
Albums de Lorie
Live Tour 2006
(2006) Regarde-moi
(2011)
Singles
1. Je vais vite
Sortie : 23 septembre 2007
2. Play
Sortie : 31 mars 2008
3. 1 garçon
Sortie : 5 décembre 2008

2lor en moi ? est le cinquième album studio de la chanteuse française Lorie, sorti le 26 novembre 2007 chez Columbia Records. Le premier extrait est le titre Je vais vite.
Cet album marque un grand tournant dans sa carrière de chanteuse avec un changement de production et de maison de disques. Il est composé principalement de titres pop, dance et electro. Lorie veut faire mûrir son image avec des sons et des textes plus matures, différents de ce qu'elle a pu proposer auparavant.
Malgré des ventes moins impressionnantes en comparaison avec les précédents opus, l'album est certifié disque d'or en France, et se vend à environ 120 000 exemplaires.

## Genèse
Son contrat avec son ancien producteur, Johnny Williams, et son ancienne maison de disques étant terminé, Lorie décide de devenir sa propre productrice. Elle est désormais plus libre de ses choix musicaux.
Alors que ses précédents albums étaient plutôt tournés vers des sons pop/rock, Lorie pense qu'il est temps que ses musiques soient « plus matures » car ses fans « ont grandi ». 
Elle rencontre Frédéric Château qui lui propose certains airs et elle part en Suède et en Angleterre dans le but de faire de nouvelles rencontres artistiques.
Elle collabore ainsi avec Ian Masterson, Terry Ronald, pigFACTORY et Peer Alstrom qui lui proposent de nouveaux sons orientés électro.
Souhaitant faire un album entièrement en français, les maquettes, initialement produites en anglais, sont intégralement traduites ou adaptées en français. La principale difficulté étant de faire en sorte que ces titres électros sonnent aussi bien qu'en anglais.
Le nouvel album, fruit de ces collaborations, est donc très différent de ceux qu'elle a fait précédemment,.
Le titre de ce nouvel opus, 2lor en moi ?, vient de la contraction de « Deux Laure en moi ? ». En effet Lorie déclare sur son site internet : « Qui suis-je ? Deux Laure en moi ? C’est une étrange question que je me suis posée il y a deux ans maintenant, trois peut-être, alors que tout allait bien dans ma vie. Un matin je me suis réveillée comme s'il me manquait un truc essentiel, avec l’impression de passer à côté de quelque chose. J’ai mis longtemps à savoir ce que c’était, très longtemps même… ».
Le 13 septembre 2007, Je vais vite, le premier single issu de l'album, est envoyé aux radios. Il illustre très bien la nouvelle direction musicale de Lorie. Ce titre est l'une des premières maquettes à avoir été enregistrée, et il semblait évident, pour l'équipe de Lorie, de sortir celui-ci en tant que premier extrait de l'album. Il sort en téléchargement le 23 septembre et en single le 3 décembre. Celui-ci est très bien reçu et se classe 3e des meilleures ventes de singles en France dès sa première semaine d'exploitation, offrant à Lorie sa meilleure place depuis le titre Week-end, sorti 4 ans auparavant.
L'album sort le 26 novembre en France, Belgique et Suisse, et se classe 7e des meilleures ventes d'albums physiques et à la 22e position des albums les plus téléchargés en France. C'est donc le premier album studio de Lorie à ne pas atteindre la première ou seconde position du top album français.
Le second single, Play, est moins bien classé dans le palmarès des ventes mais est assez bien accueilli dans les clubs.
Le dernier single à sortir est le titre 1 garçon, traitant de l'homosexualité. Il passe plutôt inaperçu dans les ventes, principalement dû à sa promotion quasi inexistante. Par contre, le clip fait plus parler de lui. Celui-ci met en scène Lorie, aimant un garçon qui en aime un autre.
Plus de 6 mois après sa sortie en France, l'album sort en juin 2008 en téléchargement au Québec sous le nouveau label Wolfgang Entertainment International créé par le chanteur Garou. L'album y sort physiquement le 19 août 2008. Le premier extrait sorti au Québec est Play.

## Promotion
Pour lancer la promotion de cet album, un site internet (2lorenmoi.com) est mis en place. Celui-ci a principalement pour but de révéler l'évolution artistique de la chanteuse.
Dès le mois d'octobre 2007, une saga de 12 vidéos est diffusée à travers le web. Celle-ci met en avant l'évolution de son image ainsi que la conception de l'album et du premier single Je vais vite. Le 28 novembre 2007, Lorie organise des séances de dédicace dans 3 villes de France : Marseille, Lyon et Paris,.
Par la suite, les promotions de l'album et du single Je vais vite sont réalisées en même temps, entre autres grâce à des performances dans diverses émissions télévisées comme Star Academy ou le Hit machine. Lorie est également interviewée pour de multiples magazines.
Pour promouvoir chaque single, des remixes réalisés par des DJ (tels que Spencer and Hill, Dim Chris, Mathieu Bouthier…) sont envoyés aux médias.

### Singles
- Je vais vite est le premier extrait de l'album, il est sorti le 23 septembre 2007. Ce premier titre met en avant le nouvelle direction musicale de Lorie, le son est plus electro que les singles précédents. Pour le clip, Lorie fait appel à des danseurs de danse électro. Ceux-ci l'accompagnent par la suite pour la promotion, abondante, du titre sur les plateaux télés. Ce single est un succès et se classe respectivement 3e et 7e des meilleures ventes de titres en France et en Belgique[15],[16].
- Play est le second single de l'album, il est sorti le 31 mars 2008. Pour ce titre, Lorie demande à son compagnon de l'époque, Garou, de faire les chœurs. Pour la promotion, Lorie fait appel à des danseuses, celles-ci l'accompagneront par la suite sur sa tournée Le Tour 2Lor. Malgré tout, la promotion est faible et le titre ne se vendra que très peu, il n'atteindra que la 12e place du top français[17].
- 1 garçon est le dernier extrait de l'album. Il est sorti le 5 décembre 2008, c'est-à-dire plus d'un an après la sortie du premier single. Ce titre traitant de l'homosexualité rencontre encore moins de succès que le précédent single, ceci étant principalement du à sa promotion quasi inexistante. Celui-ci atteint la 21e place du top des ventes français[18].

### Tournée
Lorie commence sa tournée, Le Tour 2Lor à partir du 3 octobre 2008, et parcourt l'ensemble de la France ainsi que la Belgique, avec 3 dates, et la Suisse. À l'image de son album, la tournée est orientée electro-pop, « Il va y avoir des chansons du nouvel album, mais il n'y aura pas que ça. Il y aura aussi des anciens titres que nous allons retravailler pour qu'ils soient bien intégrés dans le show. Il y aura aussi des reprises qui ne sont pas du tout de moi. ».
Pour cette tournée, Lorie fait appel à des DJ pour assurer les premières parties et pour remixer certains de ses titres durant les concerts.

## Réception des médias
2lor en moi? a été très bien accueilli par les critiques pop. Les premiers titres de Lorie étaient plutôt comparés à ceux des débuts de Britney Spears mais maintenant son nouvel album ressemble plus à ceux de Kylie Minogue.

## Liste des pistes
Le titre Où tu n'oses pas est seulement disponible sur la version téléchargeable sur Internet de l'album. Il existe deux versions de l'album dont une avec un DVD comportant un making of sur la création de l'album.
| No  | Titre                         | Paroles                                                        | Musique                                                         | Durée |
| --- | ----------------------------- | -------------------------------------------------------------- | --------------------------------------------------------------- | ----- |
| 1.  | 2lor en moi?                  | Asdorve, Axenn Ræyan                                           | Asdorve                                                         | 3:51  |
| 2.  | Je vais vite                  | Asdorve                                                        | Asdorve                                                         | 3:31  |
| 3.  | Play (featuring Garou)        | Asdorve                                                        | Asdorve                                                         | 3:30  |
| 4.  | On ne grandit vraiment jamais | Asdorve                                                        | Asdorve                                                         | 3:46  |
| 5.  | L'Accalmie                    | Negin Djafari, Ian-Paolo Lira                                  | Thomas Gustafsson, Hugo Lira                                    | 3:49  |
| 6.  | Avance encore                 | 2l'air, Lorie, Serge Mounier, Thierry Sforza, Lætitia Vanhove  | Simon Caby, Laura Marciano                                      | 3:02  |
| 7.  | Le Bonheur à tout prix !      | Hannah Robinson, Richard X                                     | Paul Harris, Ian Masterson                                      | 3:33  |
| 8.  | 1 garçon                      | 2l'air, Christophe Emion, Lorie, Christine Roy                 | Christophe Emion, Christine Roy                                 | 3:29  |
| 9.  | Pas un ange                   | Ben Kohn, Terry Ronald                                         | Tom Barnes, Gavin Jones, Peter Kelleher, Ben Kohn, Terry Ronald | 3:22  |
| 10. | L'Amour autrement             | Asdorve                                                        | Asdorve                                                         | 3:35  |
| 11. | La Reine                      | 2l'air, Asdorve, Lorie                                         | Asdorve                                                         | 3:38  |
| 12. | Loin des yeux                 | 2l'air, Christophe Emion, Lorie, Christine Roy, Thierry Sforza | Laura Marciano                                                  | 4:36  |

### Édition limitée avec DVD
Cet album est une édition limitée comprenant un DVD bonus, 2lor top secret. Celui-ci contient 12 épisodes sur la préparation, la production et le lancement du nouvel album studio de Lorie.
- L'Auto-portrait
- Le Challenge
- Le Coaching vocal
- Le Studio
- Le Coaching sportif
- L'Image
- La Séance photo
- La Chorégraphie
- Le Clip
- Les Fans
- Le Bilan
- Le Bêtisier

## Crédits
Album masterisé par Fred Chateau et Rami Mustakim au Studio Foxalone.

Produit par Dominique Pester pour LMD2 Production.
- Label : Columbia Records
- Distributeur : Sony BMG Music Entertainment
- Direction artistique : Frédéric Delliaux
- Mise en image : F2L Image
- Photos : SLAM / SLAMphotography
- Coiffure : Laurent Falcon
- Maquillage : Jean-Michel Dacquin
- Stylisme : F2L Image et Laurent Déjardin
- Conception graphique : vu Intégral

## Certifications et ventes
Pour sa première semaine, l'album s'est classé numéro 7 des ventes d'albums. Il s'écoule à 12 014 exemplaires en première semaine d'exploitation, et se classe en 22e position des ventes d'albums téléchargés.
L'album a été certifié disque d'or en France et s'est vendu à environ 87 000 exemplaires.

Au total, ce sont entre 100 000 et 120 000 albums qui ont été vendus dans les différents pays où il a été commercialisé.
| Pays   | Certification | Date de certification | Ventes certifiées | Ventes réelles (approximations) |
| ------ | ------------- | --------------------- | ----------------- | ------------------------------- |
| France | Or            | 20 décembre 2007      | 75 000            | 87 220 (66 500 + 20 720)        |

## Classement des ventes
| Classement hebdomadaire      |                    |
| Pays                         | Meilleure position |
| France                       | 7                  |
| France (Téléchargements)     | 22                 |
| Belgique (Fr)                | 23                 |
| Suisse                       | 60                 |
| Union européenne             | 54                 |
| Canada (Ventes francophones) | 5                  |

| Classement annuel |            |
| Pays              | Position   |
| France            | 80 (2007)  |
| France            | 199 (2008) |
| Belgique (Fr)     | 74 (2008)  |

## Historique de sortie
| Pays     | Date de sortie   | Format             |
| -------- | ---------------- | ------------------ |
| France   | 26 novembre 2007 | CD, téléchargement |
| Belgique | 26 novembre 2007 | CD, téléchargement |
| Suisse   | 26 novembre 2007 | CD, téléchargement |
| Québec   | 24 juin 2008     | Téléchargement     |
| Québec   | 19 août 2008     | CD                 |